# إيفان بينيتيز
إيفان بينيتيز (بالإسبانية: Iván Alejandro Benítez)‏ هو لاعب كرة قدم إسباني في مركز الدفاع، ولد في 31 مايو 1988 في لاس بالماس دي غران كناريا في إسبانيا. شارك مع منتخب إسبانيا تحت 19 سنة لكرة القدم. أما مع النوادي، فقد لعب مع أتلتيكو مدريد ب ونادي برشلونة ب ونادي برشلونة ونادي كشله ونادي لاس بالماس ونيا سلاميس فاماغوستا.

## وصلات خارجية
- إيفان بينيتيز على موقع قاعدة بيانات كرة القدم.إي يو (الإنجليزية)
- إيفان بينيتيز على موقع Soccerway.com (الإنجليزية)